# Бирнес, Марк
Марк Бирнес (англ. Mark Byrnes) — австралийский футболист, играл на позиции центрального защитника.

## Клубная карьера
После сезона в Австрии, в клубе «Аустрия» (Зальцбург), Бирнес выиграл с «Перт Глори» два чемпионства Национальной футбольной лиги Австралии. После распада футбольной лиги в 2004 году Бирнес переехал в Финляндию в клуб «Хямеэнлинна». Через год он снова вернулся в Австралию, на этот раз в состав «Мельбурн Виктори», но шансы на выход в основе команды были малы из-за восстановившихся после травм молодых защитников Адриана Лейера и Даниэля Пиорковски. В сезоне 2006-07 он выиграл вместе с «Мельбурн Виктори» чемпионство. 1 марта 2007 года Бирнес покинул клуб. В 2007 году он провел три матча за австралийский клуб Richmond SC. С 2008 по 2013 год Бирнес играл в составе клуба из Сиднея APIA Leichhardt Tigers FC. Бирнес провел за клуб, в общей сложности, 83 матча.
23 сентября 2009 года Бирнес уезжал в аренду на четыре недели в австралийский клуб «Голд-Кост Юнайтед» из города Голд-Кост.

## Карьера в сборной
Бирнес был заигран за сборную Австралии по футболу в двух возрастных категориях — до 17 и до 20 лет. Он был капитаном сборной Австралии (до 17 лет) во время Чемпионата мира по футболу (среди юношеских команд) — команда вышла в финальную стадию чемпионата-1999.

## Достижения
- Сборная Австралии по футболу (до 17 лет): Чемпионат мира по футболу среди юношеских команд-1999 (финалист)
- «Перт Глори»: Национальная футбольная лига Австралии 2002-03, 2003-04